# 大和田訓練場
大和田訓練場（おおわだくんれんじょう）は陸上自衛隊が設置している訓練場である。主に近距離射撃と戦闘訓練に使用される。

## 概要
- 留萌市大和田地区の山の中にある。
- 主に13m、25m、50m、100mまでの小銃・機関銃・狙撃等の射撃が可能。
- 過去には射距離300mで実射が出来たが、弾着後方に高い山などが無いなど跳弾防止処置が講じられないため現在は近距離のみ射撃が可能。名残として300m射座と監的壕のみが残るだけである。監的壕は数年まで雪解け水などで水没していたが鉛汚染の関係上一度水を抜かれ現在は進入可能。
- 300mの射座から100mの射座までは新隊員教育隊の戦闘訓練場になっている。